# Hugh Fortescue (2e comte Fortescue)
Pour les articles homonymes, voir Fortescue.
Hugh Fortescue (13 février 1783 - 14 septembre 1861), titré vicomte Ebrington de 1789 à 1841 puis comte Fortescue, est un homme politique britannique whig. Il est Lord lieutenant d'Irlande de 1839 à 1841.

## Biographie
Il est le fils aîné de Hugh Fortescue (1er comte Fortescue), et de Hester Grenville, fille du premier ministre George Grenville. Il fait ses études au Collège d'Eton et au Brasenose College, à Oxford.
Il est d'abord député de Barnstaple, juste après son 21e anniversaire ; et il siège pour diverses circonscriptions de manière presque continue jusqu'en 1839, date à laquelle il est convoqué à la Chambre des lords après une accélération du titre junior de son père, baron Fortescue.
Il entre au Parlement dans les années 1800 en tant que soutien de Grenville, appartenant à la partie du parti whig qui soutient la guerre avec Napoléon ; mais dans la décennie suivante (dans un changement de génération), il s'en écarte pour rejoindre les Young Whigs. Craignant les effets de corruption du militarisme sur la société britannique celui-ci comprend le côté libéralisateur de la Révolution française : Ebrington publie plus tard ses conversations avec Napoléon dans son exil de l'île d'Elbe.
Après la guerre, en 1817, il confirme sa rupture avec la plupart des proches de Grenville et apparait comme un éminent Whig pro-réformiste, bien qu’un peu inhabituellement enraciné dans un anglicanisme libéral et moralement intense combiné avec un intérêt pour l'économie politique. Il condamne les Six Actes comme « l'attaque la plus alarmante jamais entreprise par le Parlement contre les libertés et la constitution du pays » ; et pendant les années 1820, il promeut et vote à plusieurs reprises pour la réforme parlementaire.
Quand les Whigs arrivent finalement au pouvoir en 1830, il joue un rôle important dans l’adoption de la réforme parlementaire de 1832. Après l’adoption du deuxième projet de loi par les Communes, il convoque une réunion de 100 whigs réformistes, appelant à des mesures énergiques si les Lords le rejetaient, et agissant en tant que leader d’un groupe de pression sur les dirigeants whig. Ebrington lui-même figure sur une liste de pairs potentiels, dont les créations étaient envisagées pour augmenter la pression sur les lords. Lorsque le gouvernement démissionne finalement face à l'intransigeance des conservateurs à la Chambre des lords, Ebrington prend l'initiative (malgré les hésitations des dirigeants) en proposant que la Chambre des communes implore le roi « d'appeler à son conseil des personnes uniquement en faveur du projet de loi sur la réforme de la représentation du peuple, récemment adopté par cette Assemblée ».
Au cours des années 1830, il continue à diriger un puissant groupe de whigs réformistes et il joue un rôle de premier plan dans la création d’une organisation du parti Whig dans le nouveau système électoral. En 1839, sous le nom de baron Fortescue, il commence à servir sous les ordres de Lord Melbourne en tant que Lord lieutenant d'Irlande et continue à le faire jusqu'en 1841, quand il succède à son père comme comte. Il sert ensuite sous Lord John Russell en tant que Lord-intendant de 1846 à 1850 ; est admis au Conseil privé en 1839 ; et créé chevalier de la jarretière en 1856.

## Cofondateur de la West Buckland School

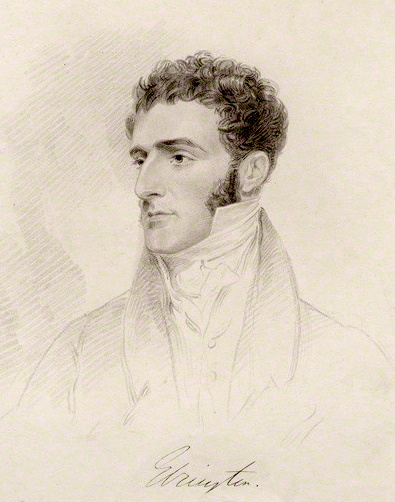
Portrait de Hugh Fortescue quand le vicomte Ebrington, peint entre 1826 et 1841 par Frederick Christian Lewis Sr, d'après Joseph Slater. National Portrait Gallery, Londres, NPG D20597

En 1858 avec le révérend JL Brereton, prébendaire de la cathédrale d'Exeter et recteur de West Buckland, il fonde la Devon County School, située sur une terre située entre East and West Buckland, donnée par lui dans son domaine de North Devon, situé à Filleigh. L’école a pour objectif d’offrir une éducation de qualité aux garçons de la région, notamment aux fils de nombreux fermiers; elle continue aujourd'hui sous le nom de West Buckland School, une école privée indépendante. Un buste en marbre du comte Fortescue, sculpté en 1861 par Edward Bowring Stephens (1815–82), se trouve dans l'escalier du Memorial Hall de l'école.

## Mariage et descendance
Lord Fortescue se marie deux fois:
- Tout d'abord en 1817 à Susan Ryder (décembre 1827), fille de Dudley Ryder (1er comte de Harrowby). Ils ont trois enfants :
  - Hugh Fortescue (1818–1905)
  - John Fortescue, député
  - Dudley Fortescue, député
- En 1841, 14 ans après le décès de sa première femme, avec Elizabeth Geale (décédée en mai 1896), fille de Piers Geale et veuve de Marcus Somerville, 4e baronnet (v. 1775-1831).

Il est décédé en septembre 1861, à l'âge de 78 ans. Son fils aîné, son premier mariage, Hugh Fortescue, lui succède comme 3e comte Fortescue.